# Piotr Warczyński
Piotr Warczyński (ur. 19 marca 1959) – polski lekarz i urzędnik, w latach 2014–2017 podsekretarz stanu w Ministerstwie Zdrowia. Wykładowca akademicki między innymi na Wydziale Nauk o Zdrowiu Warszawskiego Uniwersytetu Medycznego (WUM) oraz na Wydziale Ekonomii Uniwersytetu Warszawskiego (UW).

## Życie i działalność
Absolwent I Wydziału Lekarskiego Akademii Medycznej w Warszawie (AM), następnie ukończył studia podyplomowe na kierunkach biznes i zarządzanie w Wyższej Szkole Handlu i Finansów Międzynarodowych im. Fryderyka Skarbka w Warszawie, a także zarządzanie jakością w warszawskiej Wyższej Szkole Finansów i Zarządzania oraz studium edukacji ekonomicznej w Szkole Głównej Handlowej (SGH), Krajowej Szkole Administracji Publicznej i Narodowym Banku Polskim. W 1999 uzyskał doktorat nauk medycznych, specjalność gastroenterologia, na podstawie pracy Zapobieganie przerzutom raka jelita grubego do wątroby z wykorzystaniem wlewów dożylnych D-galaktozy.
Pracował w Wojskowym Instytucie Medycznym. W latach 2004–2014 piastował funkcję dyrektora Departamentu Organizacji Ochrony Zdrowia w Ministerstwie Zdrowia. Od 10 stycznia 2014 do 25 stycznia 2017 był podsekretarzem stanu w Ministerstwie Zdrowia w drugim rządzie Donalda Tuska, rządzie Ewy Kopacz i rządzie Beaty Szydło.